# Брайтбрунн-ам-Кимзе
Брайтбрунн-ам-Кимзе (нем. Breitbrunn am Chiemsee) — община в Германии, в земле Бавария.
Подчиняется административному округу Верхняя Бавария. Входит в состав района Розенхайм. Подчиняется управлению Брайтбрун. Население составляет 1458 человек (на 31 декабря 2010 года). Занимает площадь 8,12 км².